# Halticacris spinifer
Halticacris spinifer är en insektsart som beskrevs av Marius Descamps 1976. Halticacris spinifer ingår i släktet Halticacris och familjen gräshoppor. Inga underarter finns listade i Catalogue of Life.